# Acrocera
Acrocera is een vliegengeslacht uit de familie van de spinvliegen (Acroceridae).

## Soorten
- A. arizonensis Cole, 1919
- A. bacchulus (Frey, 1936)
- A. bakeri Coquillett, 1904
- A. bimaculata Loew, 1866
- A. bulla Westwood, 1848
- A. cabrerae Frey, 1936
- A. convexa Cole, 1919
- A. fasciata Wiedemann, 1830
- A. flaveola Sabrosky, 1944
- A. fumipennis Westwood, 1848
- A. laeta Gerstaecker, 1856
- A. liturata Williston, 1886
- A. manevali (Séguy, 1926)
- A. melanderi Cole, 1919

- A. melanogaster Schlinger, 1961
- A. minuscula (Séguy, 1934)
- A. nigrina Westwood, 1848
- A. nigrofemorata Meigen, 1804
- A. obscura Gil Collado, 1929
- A. obsoleta Wulp, 1867
- A. orbiculus (Fabricius, 1787)
- A. sanguinea Meigen, 1804
- A. stansburyi Johnson, 1923
- A. stelviana Pokorny, 1886
- A. subfasciata Westwood, 1848
- A. unguiculata Westwood, 1848